# Chapulín

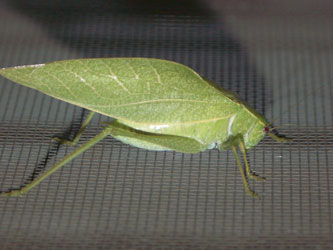
Tettigoniidae

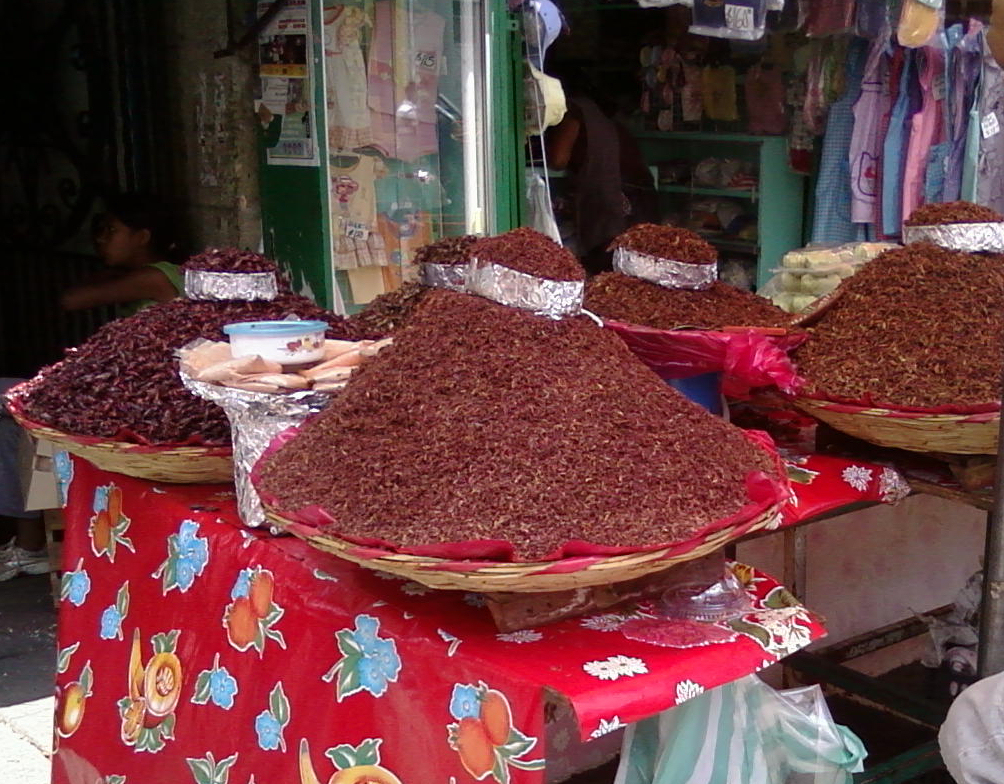
Chapulines colorados a la venta para el consumo humano es muy importante en el mercado Benito Juárez, en Oaxaca de Juárez, Oaxaca, México.

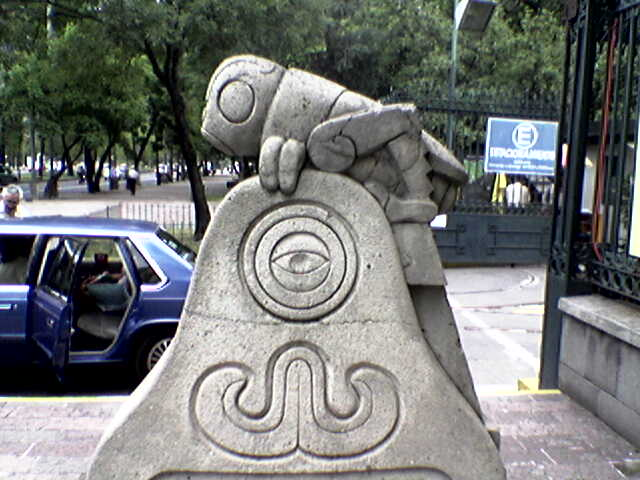
Escultura que representa a un chapulín en Chapultepec (‘cerro de los chapulines’), Museo de Arte Moderno, Ciudad de México.

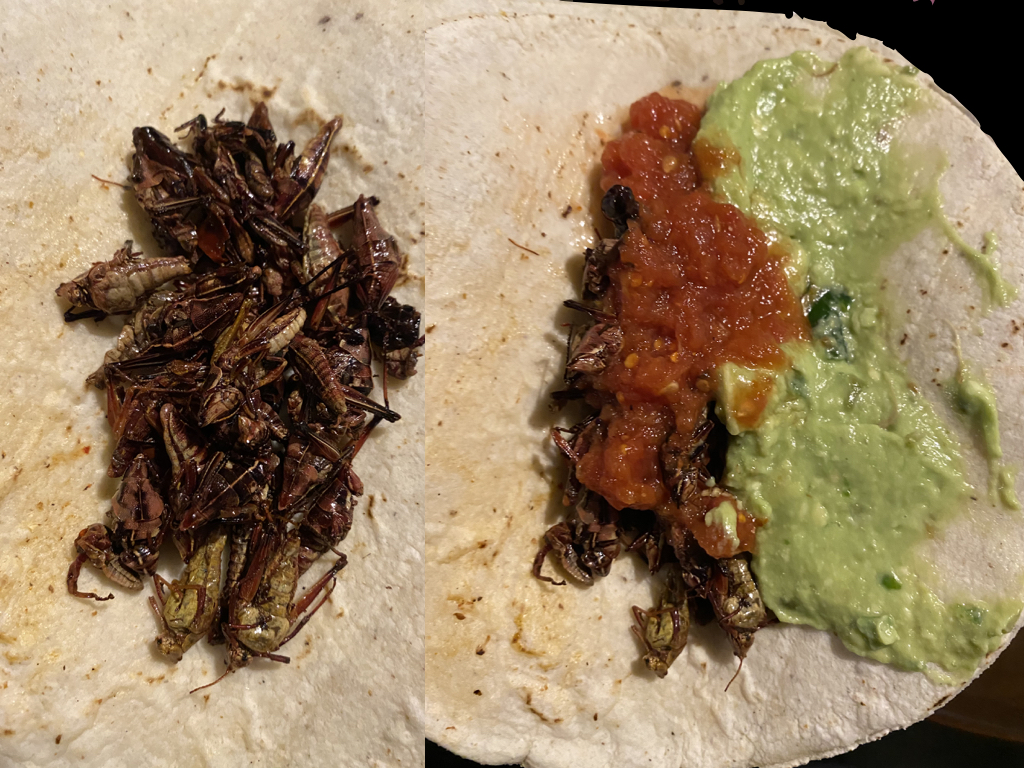
Chapulines con guacamole y salsa de chiltepín, herencia culinaria de México.

Chapulín (del náhuatl chapōlin, de chapā[nia] ‘rebotar’, y ōlli ‘’, ‘insecto de que brinca") es el nombre común de algunos insectos ortópteros nativos de México. 
Se usa para las siguientes especies:
- Todas las de la familia Pyrgomorphidae, los chapulines de los arbustos.[1]
  - Todas las del género Sphenarium, especialmente:
  - Sphenarium histrio, el chapulín de la milpa.
  - Sphenarium purpurascens, el chapulín de la milpa.[2]
  - Sphenarium magnum, el chapulín de la milpa.
  - Sphenarium mexicanum, el chapulín llamativo.[3]
- La mayoría de las de la familia Acrididae.
  - Arphia conspersa, el chapulín de alas rojas con espolón.[2]
  - Arphia nietana, el chapulín de alas rojas.[2]
  - Boopedon diabolicum, el chapulín negro de alas cortas.[2]
  - Boopedon flaviventris, el chapulín de vientre amarillo.[4]
  - Boopedon rufipes, el chapulín rojo de alas cortas.[2]
  - Hesperotettix viridis, el chapulín de la hierba de víbora.[2]
  - Liladownsia fraile, el chapulín catrín, nombrado así en honor a la cantante mexicana Lila Downs.[5]
  - Melanoplus differentialis, el chapulín diferencial.[2]
  - Melanoplus gladstoni, el chapulín carreta.[2]
  - Melanoplus femurrubrum, el chapulín de patas rojas.[2]
  - Machaerocera mexicana, el chapulín de alas azules.[2]
  - Opeia obscura, el chapulín oscuro.[2]
  - Trachyrhachys kiowa, el chapulín de alas amarillas[2] o chapulín kiowa.[2]
  - Trimerotropis pallidipennis, el chapulín de alas pálidas.[2]
  - Xanthippus corallipes, el chapulín de zancas rojas.[2]
- Algunas de la familia Romaleidae.
  - Brachystola magna, el chapulín gordiflón.[2]
  - Chromacris versicolor, el chapulín colorado.[2]
  - Taeniopoda auricornis, el saltamonte perezoso.[6]
  - Taeniopoda eques, el chapulín del desierto[2] o chapulín gordiflón acaballado.[2]
- Algunas de la familia Gryllidae, los grillos.

Además, el nombre chapulín se usa genéricamente en México y América Central para las siguientes especies:
- Todas las de la familia Acrididae, las langostas.
- Todas las del suborden Caelifera (al cual pertenece la familia Acrididae), los saltamontes.

El chapulín le da su nombre al famoso cerro de Chapultepec (‘cerro de los chapulines’), en la Ciudad de México.
Los chapulines son criados especialmente para ser consumidos, junto con los escamoles, vinguitos, chinicuiles y acociles. Según la nutrióloga Verónica Juárez, de la UAEM, una tercera parte de los insectos que se conocen son comestibles; aunque se encuentran muy fácilmente y en grandes cantidades, en algunos municipios son poco consumidos. Entre sus beneficios para el organismo al consumir estos insectos se encontró que contienen entre el 60 y 70 % de proteínas de buena calidad, pueden ser igual o más nutritivos que la carne de res, pollo o cerdo.

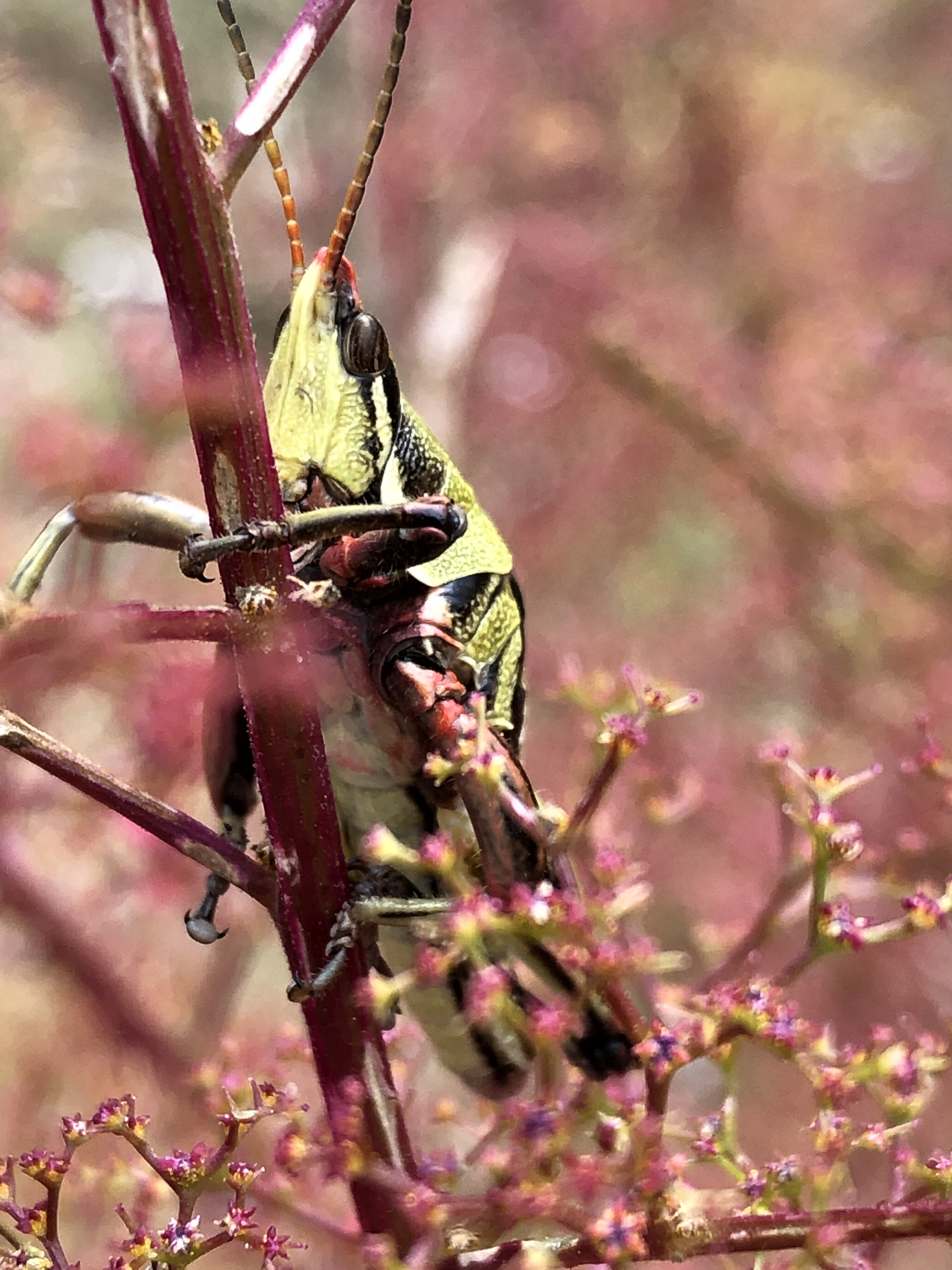
Especie de chapulín o grillo mexicano, de la región de Tepetlaoxtoc, Estado de México, México.

Sólo 100 gramos de carne de res contienen entre 54 y 57 % de proteínas, mientras que 100 gramos de chapulines contienen entre 62 a 75 %. Estos insectos tienen un alto contenido nutricional y es una excelente opción para complementar una dieta equilibrada. Debido a su popular y exótico sabor se han elaborado diferentes productos a base de ellos, como salsas, salchichas, y botanas, y también son utilizados como complementos en ciertos guisados.
La posibilidad de llevar a la mesa este exquisito alimento es posible debido a que su precio es aproximadamente 50 % menor al de la carne de res.

## Día Internacional del Chapulín
En México se celebra cada 29 de Noviembre. 
Algunos de los municipios de Oaxaca realizan festivales conmemorando a este pequeño insecto Orthoptera en dicha fecha desde 1924.

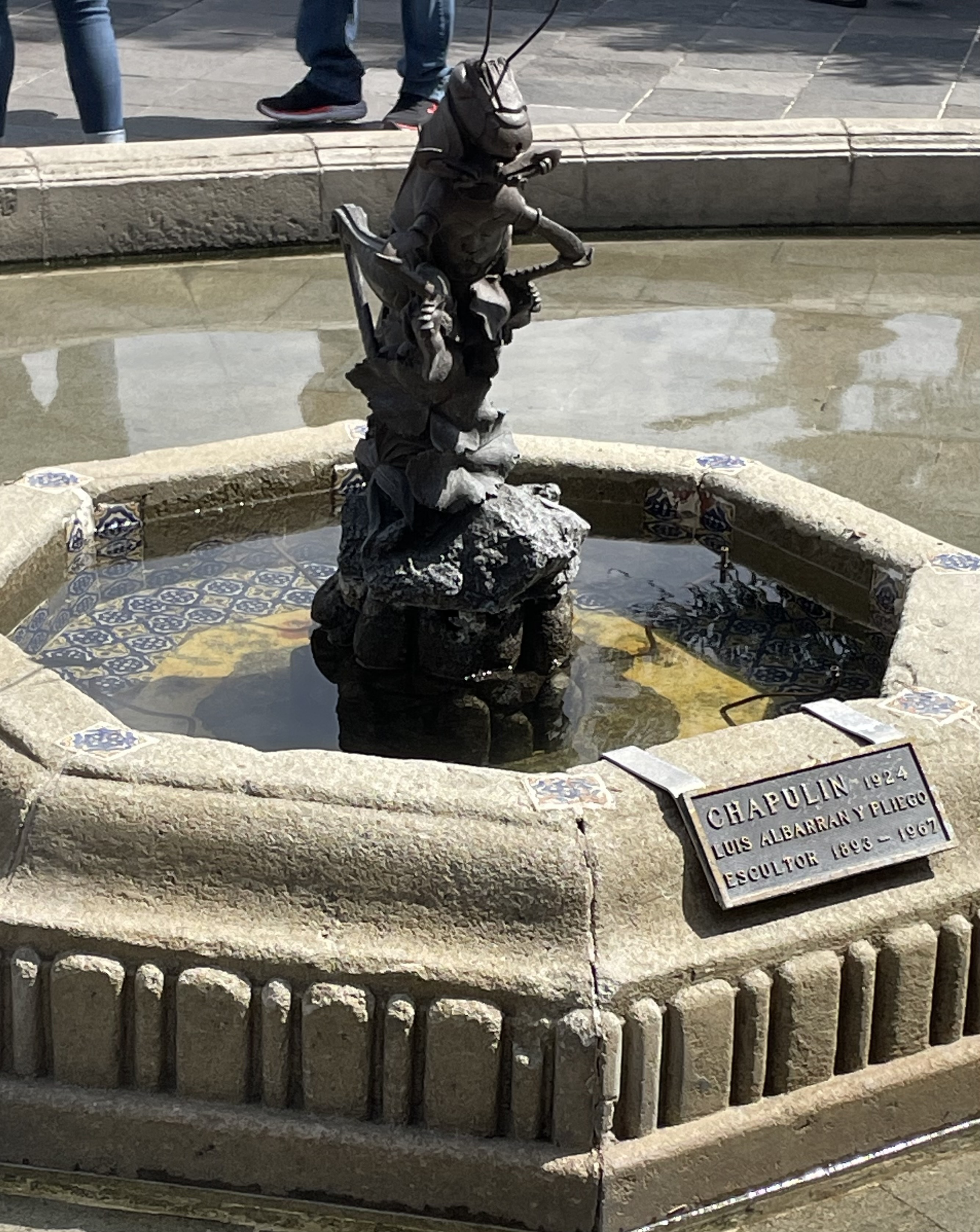
Monument to the day of the grasshopper Oaxaca